# Quantum satis
Quantum satis o quantum sufficit, abreujat q.s. o qs és una locució llatina que significa «tant com cal» o «en quantitat suficient». S'utilitza en receptes medicinals o texts de dret alimentari per a indicar que no hi ha cap límit màxima per a l'ús d'aquest producte en una norma sanitària. S'utilitza entre d'altres per als excipients afegits a substàncies actives. Tals additius s'han d'utlizar d'acord amb les bones pràctiques i mai a un nivell superior al necessari per obtenir l'objectiu pretès.